# Primo mondo
     Alto sviluppo umano
     Sviluppo umano medio
     Sviluppo umano basso
     Non disponibile

Suddivisione tra primo mondo (azzurro), secondo (rosso) e terzo (verde) al 1975

Alto sviluppo umano
Sviluppo umano medio
Sviluppo umano basso
Non disponibile

I termini soggettivi primo mondo, secondo mondo e terzo mondo sono utilizzati per dividere le nazioni della Terra in tre grandi categorie; i tre termini non sono stati coniati nello stesso periodo, hanno assunto un'iniziale valenza geopolitica e solo successivamente una valenza economica.

## Descrizione
Dopo la seconda guerra mondiale, la NATO e il Patto di Varsavia erano i due maggiori blocchi contrapposti, designati spesso come blocco occidentale e blocco orientale, anche se i due mondi non erano numerati. Un gran numero di Paesi non apparteneva a nessuna di queste due categorie, pertanto negli anni cinquanta questi Stati furono chiamati terzo mondo o Paesi non allineati.
Le nazioni dell'Europa occidentale e dell'America settentrionale iniziarono ad essere chiamati primo mondo: il primo mondo includeva anche altri Paesi capitalisti industrializzati, come il Giappone ed alcune ex-colonie britanniche, in particolare l'Australia e la Nuova Zelanda.
C'era però un certo numero di Paesi che non rientravano in questa definizione netta, come la Svizzera, la Svezia e l'Irlanda, che scelsero la neutralità; la Finlandia era sotto l'orbita di influenza dell'URSS, ma non era un Paese comunista e nemmeno facente parte del Patto di Varsavia anche se osservatore del Comecon; l'Austria era sotto l'occupazione quadripartita di USA, URSS, Francia e Regno Unito, ma quando diventò pienamente autonoma nel 1955 optò anch'essa per la neutralità; la Turchia, entrata nella NATO nel 1952, non era interamente nell'Europa occidentale, e neanche fortemente industrializzata; la Spagna non si unì alla NATO fino al 1982, verso la fine della guerra fredda e dopo la morte del dittatore Francisco Franco; la Jugoslavia, una nazione comunista dell'Europa orientale, fu uno dei Paesi fondatori del Movimento dei paesi non allineati; l'Albania, che non supportava più l'operato dell'Unione Sovietica dopo la crisi sino-sovietica, entrò nella sfera cinese.
Nell'uso moderno, dopo la fine della guerra fredda, il termine primo mondo è stato utilizzato per denotare le nazioni sviluppate che nel 2000 avevano un PIL pro capite maggior di $15.000, come deciso dalla Banca Mondiale. Questo gruppo includerebbe il Canada e gli Stati Uniti d'America nel Nord America, il Giappone, la Repubblica di Cina (Taiwan), Hong Kong, la Corea del Sud e Singapore e la Malaysia in Asia; Israele nel Medio Oriente; Cipro, l'Islanda, la Norvegia, la Svizzera ed i 15 Paesi dell'Unione europea (al 2000) in Europa; l'Australia e la Nuova Zelanda in Oceania. Il Fondo Monetario Internazionale denota questi Stati anche come "Economie avanzate". In aggiunta a questi, secondo la CIA, questo gruppo di Paesi dovrebbe includere anche le Bermude, le isole Fær Øer ed i microstati europei (Città del Vaticano, San Marino, Principato di Monaco e Liechtenstein).
Negli anni più recenti, quando molti Paesi in via di sviluppo si sono industrializzati, il termine quarto mondo è stato coniato per definire i Paesi che ancora mancano di infrastrutture pubbliche. Al contrario, i paesi che erano stati considerati in via di sviluppo e ora avevano un'economia più avanzata, ma non ancora sviluppata, furono raggruppati con il termine di Paesi recentemente industrializzati.